# Sentilly
Sentilly – miejscowość i dawna gmina we Francji, w regionie Normandia, w departamencie Orne. W 2013 roku populacja ówczesnej gminy wynosiła 131 mieszkańców. 
W dniu 1 stycznia 2018 roku z połączenia trzech ówczesnych gmin – Goulet, Montgaroult oraz Sentilly – utworzono nową gminę Monts-sur-Orne. Siedzibą gminy została miejscowość Goulet.